# Оталора Мартинес, Хосе Эусебио
Хосе́ Эусе́био Ота́лора Марти́нес (исп. José Eusebio Otálora Martínez, 16 декабря 1826 — 8 мая 1884) — колумбийский юрист, военный и политик, президент Соединённых Штатов Колумбии.

## Биография
Его родители создали семью, когда жили в департамента Бояка, но подверглись репрессиям из-за своих симпатий к испанцам, и были вынуждены переехать в департамент Кундинамарка, где в 1826 году и родился Хосе Эусебио Оталора. В 1852 году он получил в Боготе диплом юриста, в следующем году переехал в Гуатеке (департамент Бояка).
В 1855 году был избран депутатом Ассамблеи департамента Бояка. В 1863 году представлял Кундинамарку на состоявшемся в Рионегро после гражданской войны Конституционном Конвенте, в результате которого была принята новая конституция, и страна была преобразована в Соединённые штаты Колумбии. В 1864—1868 годах был членом Палаты представителей колумбийского парламента. В 1870 году стал консулом в Италии, затем занял аналогичную должность в Великобритании.
В 1875 году вернулся в Колумбию и принял участие в очередной гражданской войне, в 1877 году получил звание генерала. С 1877 по 1882 годы был президентом штата Бояка.
Принятая в 1863 году Конституция отменила в стране пост вице-президента, и ввела посты «Designado Presidencial» — первый (Primer), второй (Segundo) и третий (Tercer); занимающие эти посты люди должны были исполнять обязанности президента (в указанном порядке) в случае его отсутствия (а также невозможности исполнения президентских обязанностей предыдущим Designado Presidencial). На выборах 1882 года президентом был избран Франсиско Хавьер Сальдуа, а его первым и вторым Designado Presidencial — Рафаэль Нуньес и Хосе Оталора соответственно. Когда 21 декабря того же года президент Сальдуа неожиданно скончался, и Нуньес, и Оталора отсутствовали, и обязанности президента принял генеральный прокурор страны Климако Кальдерон. На следующий день Нуньес отказался брать на себя президентские полномочия, и президентом страны до окончания конституционного срока избрания стал Хосе Эусебио Оталора. На этом посту он активно занялся развитием инфраструктуры страны, благодаря чему было построено несколько железных дорог.
На выборах 1884 года либеральные радикалы хотели выдвинуть Оталору на новый срок, однако он отказался, высказав свои симпатии к тому крылу Либеральной партии, которое представлял Нуньес. Тогда радикальные либералы обрушились на него с обвинениями в Конгрессе. Получив извести о том, что суд признал эти обвинения соответствующими действительности, Оталора скончался от сердечного приступа. Впоследствии он был оправдан.